# Distretto di Khok Si Suphan
Il distretto di Khok Si Suphan (in thailandese: โคกศรีสุพรรณ) è un distretto (amphoe) della Thailandia, situato nella provincia di Sakon Nakhon.